# Козий Рог
Козий Рог (бел. Козі Рог) — упразднённый посёлок в Потаповском сельсовете Буда-Кошелёвского района Гомельской области Белоруссии.

## География
Расположен в 15 км на северо-запад от Буда-Кошелёво, 6 км от железнодорожной станции Забабье (на линии Жлобин — Гомель).

## История
Около посёлка в 1960 и в 1980 годах обнаружено два клада. Найденные вещи, произведённые в Древней Руси в конце XI — начале XIII веков, что свидетельствует о деятельности человека в этих местах с давних времён. Современный посёлок основан в начале 1920-х годов на бывших помещичьих землях переселенцами с соседних деревень. В 1929 году жители деревни вступили в колхоз. В 1959 году в составе хозяйства Буда-Кошелёвского аграрно-технического колледжа (центр — город Буда-Кошелёво).
Застройка деревянная усадебного типа.
В 2010 году посёлок Козий Рог упразднён.

## Население
- 1959 год — 98 жителей (согласно переписи)
- 2004 год — 2 хозяйства, 3 жителя